# Jim Rhodes
Jim Rhodes (Cannock, 29 januari 1946) is een Engelse golfprofessional.
Rhodes is altijd teaching-pro gebleven. Hij gaf eerst les op de Beau Desert Golf Club op en sinds 1980 in South Staffordshire. Beau Desert is een golfbaan op het landgoed van Beau Desert Hall, waar de markies van Anglesey woonde die de baan voor zijn kinderen in 1913 liet aanleggen. Later werd de club door de leden overgenomen. Hier leerde Rhodes zelf eerst golf te spelen, voordat hij er pro werd.
Hij heeft enkele keren meegedaan aan het Internationaal Kampioenschap voor Teaching Professionals, zoals het toernooi in zijn tijd heette. Hij geeft in de wintermaanden les op de Penina Golf.

## Senior Tour
Sinds 1996 speelt Rhodes op de Europese Senior Tour, zijn beste resultaat was een 10de plaats op de Order of Merit in 2004.
Er staat sinds 2010 een bijzonder record op de naam van Jim Rhodes, hij is na Maurice Bembridge de eerste spelers die meer dan 250 toernooien op de Senior Tour heeft gespeeld. Bembridge, die voorzitter is van de Senior Tour Commissie, bereikte dat op de Jersey Seniors Classic, Rhodes, lid van diezelfde commissie, een week later op het Iers Senior Open.
Rhodes had eind 2010 262 toernooien op de Senior Tour gespeeld, hetgeen een record is. Ook was hij op dat moment een van de weinige pro's die meer dan een miljoen euro op de Senior Tour verdiende.

### Gewonnen
Senior Tour
- 2004: Irvine Whitlock Jersey Seniors Classic op La Moye
- 2005: Nigel Mansell Sunseeker International Classic op Woodbury Park

Elders
- 1987: International Broekpolder Golf Tournament op Golfclub Broekpolder
- 2001: International Matchplay Championship op Penina
- 2007: PGA Senior Club Pro Championship met 70-70-73 na play-off tegen Iain Clark.